# Haqif Mulliqi
Haqif Mulliqi (ur. 1960 w Peciu, zm. 2023) – jugosłowiański i kosowski dramaturg oraz scenarzysta, w latach 1999–2000 wiceminister kultury Kosowa.

## Życiorys
Ukończył studia z zakresu dramaturgia na Uniwersytecie w Prisztinie, następnie w 2009 roku ukończył na Uniwersytecie Tirańskim studia magisterskie z zakresu psychologii, a w 2015 roku obronił doktorat z dziedziny antropologii dramatu i teatru na Akademii Albanologicznej w Tiranie. Od 2003 roku pracował jako profesor na Uniwersytecie w Prisztinie (gdzie pełnił także funkcję prodziekana Wydziału Sztuk), Akademii Sztuk Pięknych w Tiranie (2006–2009) oraz na Państwowym Uniwersytecie w Tetowie. Przez 10 lat pracował także w Radio Televizioni i Kosovës.
W latach 1999–2000 pełnił funkcję wiceministra kultury w Kosowie.
Wystawił około 25 dzieł w najważniejszych albańskich teatrach oraz wziął udział w ponad 80 literackich festiwalach krajowych i międzynarodowych. Należał także do zarządu kosowskiego PEN Clubu.